# Бременский винный погреб

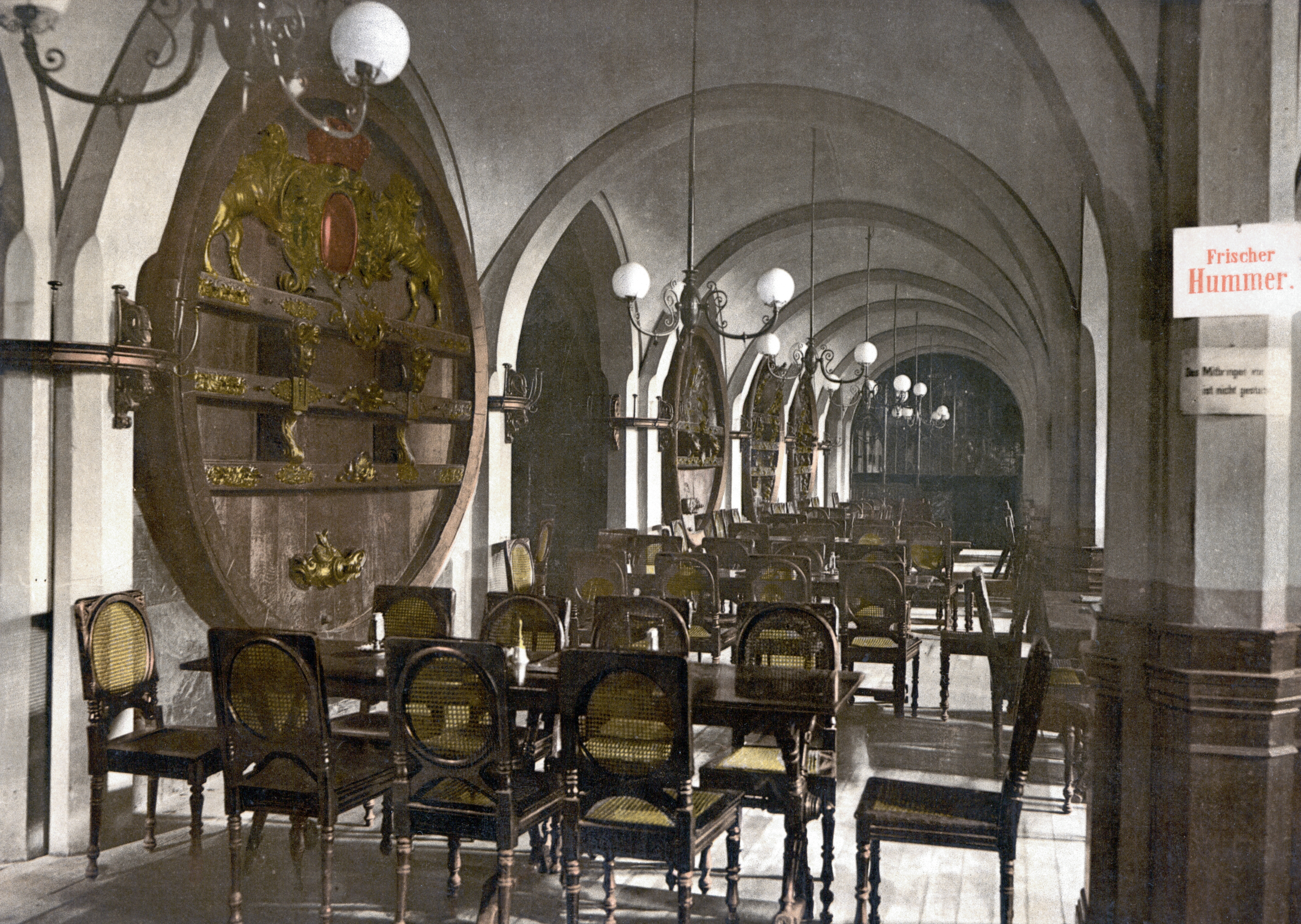
Бременский винный погреб в 1900 году

Бременский винный погреб (нем. Bremer Ratskeller, «Ратскеллер», «Погребок у ратуши») — традиционный паб в подвале ратуши Бремена. С 1973 года он доступен как часть комплекса исторических зданий. С момента его строительства в 1405 году, здесь хранятся и продаются немецкие вина. С более чем 600-летней историей Ратскеллер является одним из старейших винных погребов Германии, а также старейшим немецким винным магазином, продающим уникальное вино из бочек: самое старое вино изготовлено в 1653 году в Рюдесхайме.

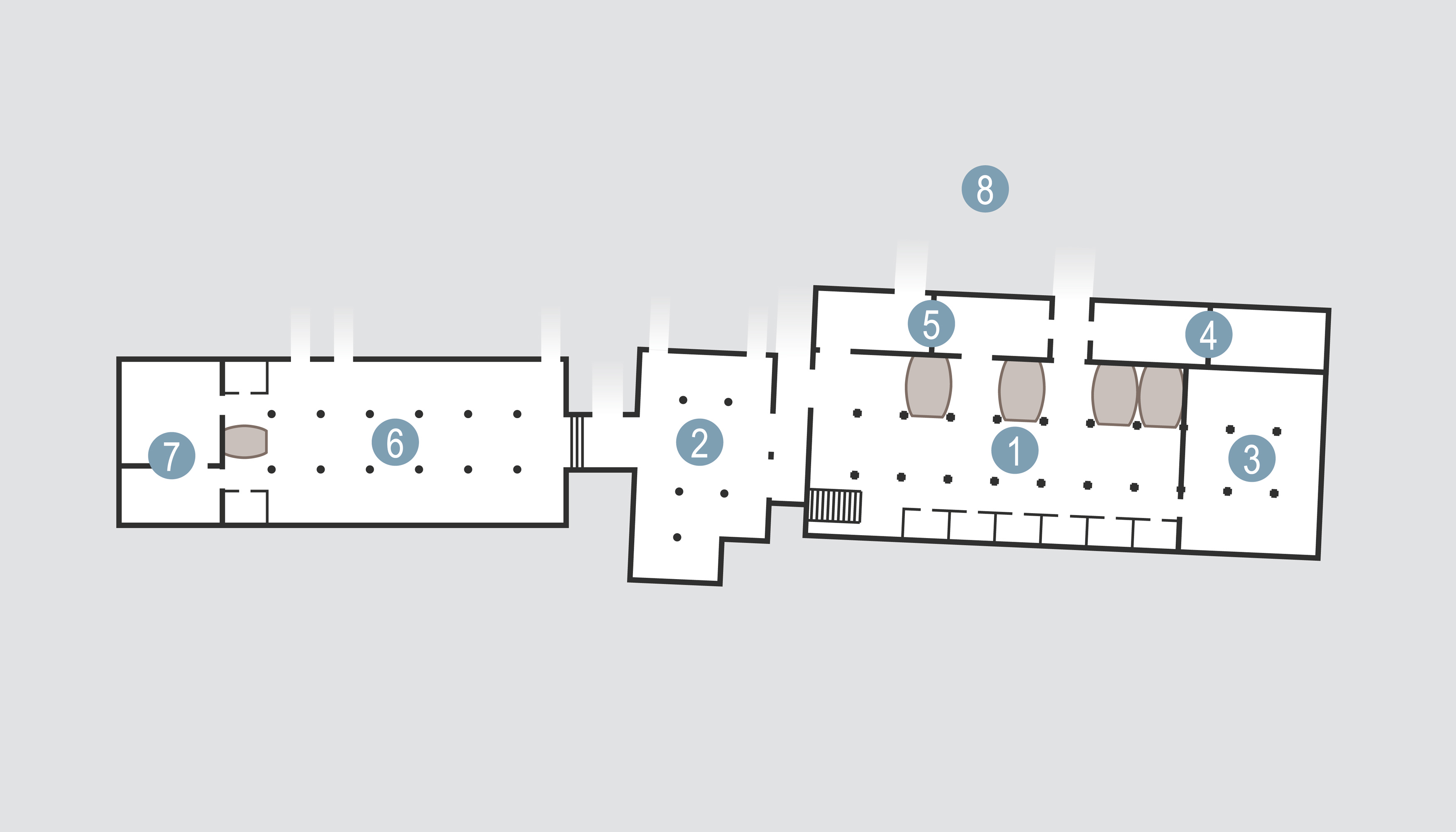
Подземная планировка:
1) Большой зал,
2) Предел Бахуса,
3) Зал Гауфа,
4) Погребки Апостолов и Розы,
5) Кайзерова и Сенатская комнаты,
6) Погребок Бахуса,
7) Контора гильдии и старое хранилище,
8) Склад и новое хранилище

Весь комплекс имеет площадь более 5000 м2 и распространяется под Старой и Новой ратушей, кирхой и городской площадью.
С 1330 года Бременский городской совет имел привилегию монопольной торговли в городе белым вином, срок действия которой истёк в 1815 году. Согласно документу, с 1342 года вводился запрет на продажу вина горожанам без разрешения Совета. Для этой цели был создан большой винный погреб, куда привозили вина производители. Таким образом, контролировалась цена и сбор налогов. После строительства Старой Ратуши в 1405 году бочки с вином были перевезены в её подвалы. Изначально здесь можно было выбирать вина только по двум критериям: цена и срок выдержки, так как все вина изготавливались из винограда, выращенного в долине Рейна.
В 1550 году винный погреб был расширен, разделившись на «погребок Апостолов» и «Сенатскую комнату», а в 1599 году к ним добавился «погребок Розы». Имеются многочисленные уютные номера, в которых до сих пор может уединиться группа из трёх человек за деревянными дверями, чтобы не привлекать к себе взгляды остальных посетителей. Эти номера созданы около 1600 года и отапливаются с помощью небольших печей. В 1620 году заведение ещё более расширилось, были достроены «погребок Бахуса» и «погребок Гауфа» (названный так позже).
В 1805 году французские солдаты разграбили часть запасов. После, во время Второй мировой войны, это же сделали американцы, которые использовали помещения в качестве кают-компании для офицеров.
Сегодня весь винный погребок принадлежит организации «Ratskeller GmbH», относящейся к управлению муниципалитета. «Ратскеллер» имеет самую большую в мире коллекцию исключительно немецких вин — около 650 сортов, а в общей сложности для посетителей доступны около 1200 различных спиртных напитков. Гастрономической областью винного погребка заведует арендатор — «Hotel zur Post».
С темой Бременского винного погреба связаны несколько художественных произведений немецких авторов, в том числе «Фантасмагории в бременском винном погребке» Вильгельма Гауфа, в честь автора был впоследствии назван один из залов подземного заведения.

## Знаменитые гости Ратскеллера
| - Рейхсканцлер Отто фон Бисмарк - Иоганнес Брамс - Макс Брух - Рихард Вагнер - Карл Мария фон Вебер - кайзер Вильгельм I - кайзер Вильгельм II - Герхарт Гауптман - Вильгельм Гауф | - Генрих Гейне - Адольф Гитлер - Николай Васильевич Гоголь - Патрик Гордон - Гофман фон Фаллерслебен - Хельмут фон Мольтке - Артур Фитгер - Теодор Фонтане - Рихард Штраус |